# 10 złotych 1934 Klamry
10 złotych 1934 Klamry – moneta próbna okresu złotowego II Rzeczypospolitej, wybita według projektu Wojciecha Jastrzębowskiego, z datą roczną na awersie 1934, o średnicy 33 mm albo 23 mm w zmniejszonej wersji.
Na monecie na awersie pod łapą orła z prawej strony znajduje się znak mennicy, a na rewersie umieszczony jest wypukły napis „PRÓBA”.

## Awers
Na tej stronie znajduje się godło – stylizowany orzeł w koronie, na samej górze data – 1934, dookoła w otoku napis: „RZECZPOSPOLITA POLSKA”, pod łapą orła z prawej strony herb Kościesza – znak mennicy w Warszawie.

## Rewers
Rysunek rewersu to cztery złączone klamry, wewnątrz nich nominał „10", a pod nim „ZŁOTYCH”, po bokach młot i gałązka dębowa, u góry snopek, u dołu cyrkiel i rulon papieru, na samym dole wypukły napis „PRÓBA”.

## Opis
Moneta została wybita jako próba kolekcjonerska w srebrze, z rantem ząbkowanym, na krążku o średnicy 33 mm, masie 18 gramów, w nakładzie 100 szt., stemplem zwykłym, chociaż w obrocie spotyka się czasami wersje bite stemplem lustrzanym. Występują również bicia z rantem gładkim w:
- srebrze (masa 15 gramów, nakład 3 sztuki) oraz
- tombaku (masa 10,3 grama, nakład 3 sztuki).

Istnieje także moneta kolekcjonerska o zredukowanej do 23 mm średnicy, bita żelazie niklowanym, w nakładzie 130 sztuk (spotykane są odbitki w miedzioniklu ale ich nakład jest nieznany).
Pod koniec drugiego dziesięciolecia XXI w. ze znanych monet II Rzeczypospolitej dziesięciozłotówka próbna z klamrami z 1934 r. jest:
- jedną z siedmiu próbnych monet 10-złotowych, obok:
  - 10 złotych 1925 Bolesław Chrobry projektu Zofii Trzcińskiej-Kamińskiej,
  - 10 złotych 1925 Profile kobiety i mężczyzny projektu Antoniego Madeyskiego,
  - próbnej wersji (z napisem „PRÓBA”) obiegowych 10 złotych wzór 1932 Polonia projektu Antoniego Madeyskiego,
  - próbnej wersji (z napisem „PRÓBA”) okolicznościowych 10 złotych 1933 Romuald Traugutt (bitej również w postaci kwadratowej klipy) projektu Zofii Trzcińskiej-Kamińskiej,
  - próbnej wersji (z napisem „PRÓBA”) okolicznościowych 10 złotych 1933 Jan III Sobieski (bitej również w postaci kwadratowej klipy) projektu Jana Wysockiego,
  - próbnej wersji (z napisem „PRÓBA”) okolicznościowych 10 złotych 1934 Józef Piłsudski-Orzeł Strzelecki (bitej również w postaci kwadratowej klipy) projektu Stanisława Ostrowskiego,
- jedyną znaną dziesięciozłotówką próbną z lat 30. XX w., która nie posiada żadnego odpowiednika (wykorzystanego projektu) w monetach wpuszczonych do obiegu.

## Odmiany
W przypadku odmiany o średnicy 23 mm w katalogach z lat 70. i 80. XX w. zamieszczano informację, że „monetę przygotowywano w roku 1938 do obiegu w okresie przewidywanej wojny”. W opracowaniach tych informowano również o wybiciu 23-milimetrowej wersji w aluminium, bez prezentowania jej rysunku – najprawdopodobniej były to jednak monety z innym wzorem awersu i rokiem 1938. W końcówce lat osiemdziesiątych XX w. pojawiła się po raz pierwszy adnotacja, że „bicie w aluminium zostało prawdopodobnie wykonane w okresie powojennym z istniejących w mennicy stempli”. W katalogach wydawanych od początku XXI w. zamieszczano już zdjęcie aluminiowej monety o średnicy 23 mm, jednak z całkowicie odmiennym awersem – projektu Józefa Aumillera (takim jak na monecie 50 groszy 1938) oraz datą 1938 zamiast 1934. W związku z wykorzystaniem innego projektu awersu, 10-złotówka w aluminium przestała więc być traktowana jako odmiana 23 mm pierwowzoru z 1934 r., a zaczęła być opisywana jako moneta próbna hybrydowa powojennego bicia.